# Kalcijev oksid
Kalcijev oksid (CaO) je bela, jedka, alkalna in kristalinična anorganska spojina. Industrijski kalcijev oksid, bolj znan kot žgano ali živo apno, je zelo porozen, amorfen in rumeno ali rjavo obarvan zaradi nečistoč, ki jih vsebuje apnenec, iz katerega ga proizvajajo. Največ živega apna se predela v gašeno apno (Ca(OH)2), ki se uporablja kot vezivo v gradbeništvu.

## Lastnosti
Kalcijev oksid ima zelo visoko tališče (2572 °C) in vrelišče (2850 °C) in je v popolnoma suhem stanju kemično zelo nereaktiven. Je brezbarven in kristalizira v kubičnem kristalnem sistemu, tako kot natrijev klorid (NaCl, kuhinjska sol). 
Zelo čist kalcijev oksid pri močnem segrevanju s plamenom pokalnega plina (zmes vodika in kisika v razmerju 2:1) oddaja belo svetlobo (Drumondova apnena svetilka), s katero so nekoč osvetljevali gledališke odre.
Z vodo burno reagira in tvori kalcijev hidroksid (Ca(OH)2, gašeno apno):
CaO + H2O → Ca(OH)2
Reakcija je eksotermna (ΔHr = −63.7 kJ/mol). Sproščeno toploto se uporablja na primer v samoogrevanih kozarcih in pločevinkah. Veže se tudi z vlago iz zraka, zato se mora skladiščiti v zaprtih in suhih prostorih.
V žganem apnu so najpogostejše naslednje nečistoče:
- magnezijev oksid (MgO):  0,20 – 0,80 %
- železov(III) oksid (Fe2O3): 0,00 – 0,20 %
- silicijev dioksid (SiO2): 0,02 – 0,20 %
- aluminijev oksid (Al2O3): % 0,00 - 0,80 %

Njihova vsebnost je odvisna od vsebnosti nečistoč v apnencu, iz katerega se proizvaja.

## Pridobivanje
Živo apno se pridobiva s segrevanjem naravnega apnenca, redko tudi kalcita, v apnenicah pri temperaturi okrog 1000 °C:
CaCO3 → CaO + CO2
Nastalo živo apno je zelo porozno. Žganje apna je eden od najstarejših kemijskih procesov, ki jih je obvladal človek. 

## Uporaba
V reakciji živega apna z veliko količino vode (gašenje apna), nastane gašeno apno (Ca(OH)2). V industrijskem gašenju z minimalno (ekvivalentno) količino vode nastane hidratizirano apno. Oba proizvoda se uporabljata predvsem v gradbeništvu. Živo apno se uporablja tudi v industriji cementa, za opeko za oblaganje industrijskih peči, proizvodnji mineralnih gnojil, kot alkalni dodatek v metalurgiji, proizvodnji stekla in drugod.